# Bouřilka
Bouřilka (německy Bauržilka) je osada, součást obce Vodice v okrese Tábor v Jihočeském kraji. Nachází se v katastrálním území Domamyšl, asi 11 km západně od Pacova a asi 22 km severovýchodně od centra Tábora.
V Bouřilce je registrováno pět čísel popisných – 12, 13, 21, 37 a 42. Nachází se zde křižovatka silnic III/1294 a III/12415. Od okraje zastavěného území Domamyšle je vzdálena 75 m. Nachází se zde kříž.